# 网络赚钱
网络赚钱，又称网赚，指一大类与流量相关的业务。狭义上的网赚是指一種在网站註冊成會員，并通過點擊廣告（验证码确认）、完成調查问卷或安装顯示廣告條（在電腦和手机等平台上）等方式获取金钱，当达到一定金额后向网站提款的賺錢模式。趣头条凭借网赚模式而月入6000万元人民币，但是其网赚模式被质疑无法持续增长。某些网赚其实是广告欺诈。

## 网赚形式
目前网赚的方式有：电子商务（刷单）、電子書、点击广告、推銷商品（又名分銷連結、推薦商品、分銷商、聯盟行銷等）、介绍会员、廣告代理、网络调研、冲浪赚钱、游戏赚钱、下载软件赚钱等等。点击广告模式一般由用户、中介网站和广告主三方组成，广告主提供任务和资金，通过中介网站，把任务信息发给用户，从而收取一定的中介费，而其余的资金都会分配给完成任务的用户手里。
近几年来，随着社交媒体的兴起，签到、诱导分享等形式成为了新的热门方式。
随着监管的健全，买卖社交媒体账号也成为了一种网赚方式。

## 提现
很多網賺都是要累積到一定的额度（一至数元美金或10元左右人民币）才支付到申請者的戶口。申請者可以通过电子支付平台提取资金。

## 黑产成分
在中国大陆，网赚被视为“黑产五毒”之一。

### 金字塔式销售
这种网站通常鼓励发展下线会员，并能从下线会员抽取佣金。在台湾地区，亦有诈骗分子以网赚之名行老鼠会之实。

### 诈骗
通常每个广告点击超过1美元以上，都几乎是诈骗网站。投资这类网站，几乎毫无回报，因为没有广告商会用如此高的金额来投放广告。

### 传播成人内容
很多网赚平台传播的内容倾向于“打擦边球”，通过传播低俗成人内容来实现盈利。